# Hiếm gặp (sinh học)

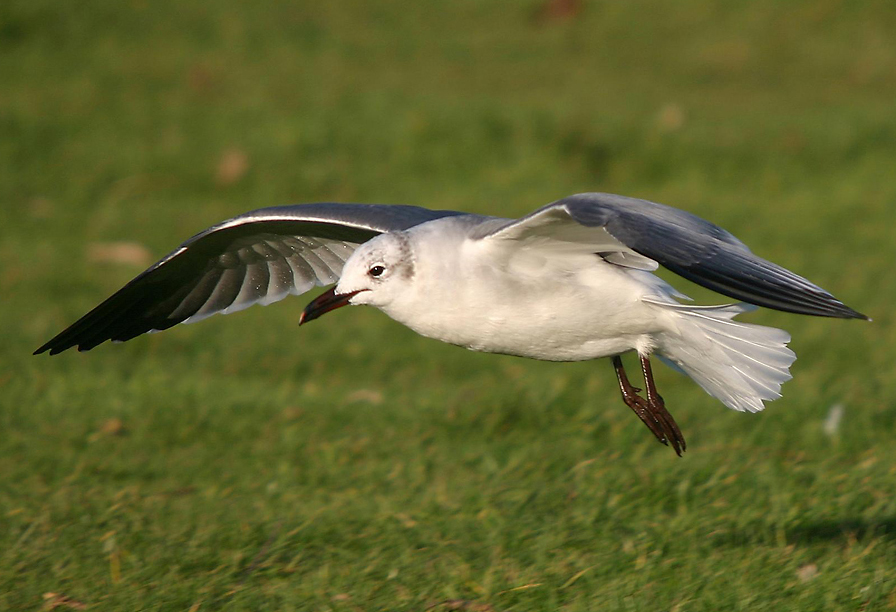
Mòng biển cười là một loài châu Mỹ, được chụp tại Wales.

Hiếm gặp là hiện tượng sinh học, theo đó các động vật riêng lẻ xuất hiện ngoài vùng phân bố thông thường của chúng;. Thuật ngữ ngẫu nhiên ("accidental") đôi khi cũng được sử dụng. Có một số yếu tố có thể khiến một cá thể trở thành loài hiếm gặp — nhân tố di truyền và điều kiện thời tiết là hai trong số đó nhưng các nguyên nhân nói chung chưa được tìm hiểu hết. Tình trạng hiếm gặp có thể là tiền thân của sự xâm chiếm thuộc địa nếu các cá thể còn sống sót.
Hiếm gặp có thể xảy ra trên một diện lớn các loài như chim, côn trùng, động vật có vú và rùa biển.